# II. Garibald bajor herceg
II. Garibald (latinul Garibaldus) a Bajor Törzsi Hercegség (Stammesherzogtum) uralkodója volt 610-től kb. 630-ig. 
Garibald I. Tassilo herceg fia volt. Apja 610-es halála után ő került a trónra. A gyér források miatt uralkodásáról nem sokat tudunk; azt sem, hogy mennyi ideig állt a hercegség élén.
Valószínűleg Geilát, Friuli longobárd hercegének, II. Gisulfnak a lányát vette feleségül (róla annyit tudunk, hogy a "bajorok hercegéhez" ment hozzá). Garibald apjához hasonlóan harcolt a keleti határainál élő szlávokkal. A kelet-tiroli Aguntumnál vereséget szenvedett és a szlávok kifosztották a bajor falvakat. Ezt követően azonban a bajorok ...ismét összefogtak, elszedték a zsákmányt az ellenségtől és kiűzték őket az országból.

## Fordítás
- Ez a szócikk részben vagy egészben  a   Garibald II. című német Wikipédia-szócikk ezen változatának fordításán alapul.  Az eredeti cikk szerkesztőit annak laptörténete sorolja fel. Ez a jelzés csupán a megfogalmazás eredetét és a szerzői jogokat jelzi, nem szolgál a cikkben szereplő információk forrásmegjelöléseként.